# Cascinazza
Cascinazza (AFI: /kaʃˈʃinaʦʦa/; Cassinazza in dialetto milanese; Casinàscia in dialetto locale) è una frazione di Robecco sul Naviglio, comune della provincia di Milano, di 750 abitanti, distante dal centro del comune di appartenenza circa 3 km in direzione Sud, eguale distanza che la separa dalla città di Abbiategrasso.
La frazione è prevalentemente residenziale, anche se molte sono le attività rurali ancora oggi svolte nelle numerose cascine che la circondano. La verde campagna che la circonda fa parte del Parco del Ticino. Cascinazza si trova sul percorso dell'antica Strada Mercatorum, la via dei mercanti che correva lungo la sponda est del Ticino. Ancora oggi la strada locale ricalca il tracciato sul terrazzamento sovrastante la vallatta e si raggiunge la vicina frazione di Casterno con una serie di sali e scendi, in uno scenario quasi collinare.

## Storia
La storia del piccolo borgo della Cascinazza (toponimo molto diffuso nell'area padana, da non confondersi per esempio con la Cascinazza di Buccinasco, monastero benedettino), si deve indubbiamente far risalire all'epoca medioevale, a cui risalirebbero non solo alcuni reperti murari ritrovati, ma anche il nome stesso della frazione, che farebbe riferimento all'unica cascina presente nel territorio della frazione a quell'epoca.
Nella vallata di Cascinazza si trova l'impianto di depurazione delle acque gestito dal Consorzio di Tutela Ambientale del Magentino (TAM), che tratta le acque di una trentina di comuni del sud-ovest Milanese.
Nel novembre 2009, presso una locale azienda agricola, è stato inaugurato un innovativo impianto a biomassa/fotovoltaico, per la produzione di energia e acqua calda, il primo dell'area. Nella campagna circostante da alcuni anni sono sorti diversi B&B e agriturismi.

## Architetture religiose

### Chiesa di San Bernardo
Di un oratorio dedicato a San Bernardo alla Cascinazza di Robecco sul Naviglio, si hanno notizie per la prima volta da una relazione del 1567 di padre Leonetto Clavionio, relatore apostolico e vicario per conto di San Carlo Borromeo, il quale viene personalmente a visitare il luogo il 1º aprile del 1570 (dopo aver sostato a Robecco e prima ancora a Corbetta), constatando la necessità di eseguire dei lavori per la ristrutturazione dell'edificio.
I lavori incominciarono però solo nel 1605, sotto il patrocinio del cardinale Federico Borromeo, successore di San Carlo sulla cattedra episcopale milanese. L'opera, finanziata dagli abitanti del borgo e dal feudatario locale, il nobile Baldasarre Casati, viene completata nel 1641, anno in cui la chiesa viene benedetta ed ufficialmente riaperta al culto.
Altri lavori di restauro interni alla struttura, si compirono nel 1725 quando l'abate Giovanni Battista Casati, discendente della nobile famiglia feudataria, fece restaurare una tavola raffigurante la Madonna in trono con Gesù Bambino, attorniata dai Santi Paolo e Bernardo, opera del XV secolo che ancora oggi si può ammirare sull'altare della chiesetta.
La struttura, a parte alcune varianti strutturali modificate nel Settecento, è rimasta da allora pressoché la stessa del progetto originale, con una facciata lievemente mossa da lesene e riquadrature sul modello della Chiesa di San Sebastiano a Corbetta. Lungo tutta la superficie esterna, si alternano in un gioco di luci ed ombre il bianco dell'intonaco ed il colore rosso scuro dei mattoni a vista che compongono anche il piccolo campanile, dotato di una sola campana.
Cascinazza fa parte della millenaria Parrocchia di Casterno, insieme all'altra frazione di Robecco, Carpenzago. Negli ultimi anni, con l'avvicendarsi del parroco, nella chiesetta della frazione non viene più celebrata la messa se non in qualche sporadica occasione.